# (679) Pax
(679) Pax es un asteroide perteneciente al cinturón de asteroides descubierto el 28 de enero de 1909 por August Kopff desde el observatorio de Heidelberg-Königstuhl, Alemania.
Está nombrado por Pax, diosa romana de la paz.